# Diversidade cultural
Em sociologia, diversidade cultural diz respeito à existência de uma grande variedade de culturas antrópicas. Refere-se à inclusão de diferentes perspectivas culturais em uma organização ou sociedade. Há vários tipos de manifestações culturais que nos revelam essa variedade, tais como: a linguagem, comida, vestuário, religião e outras tradições como a organização da sociedade.

## Conceito

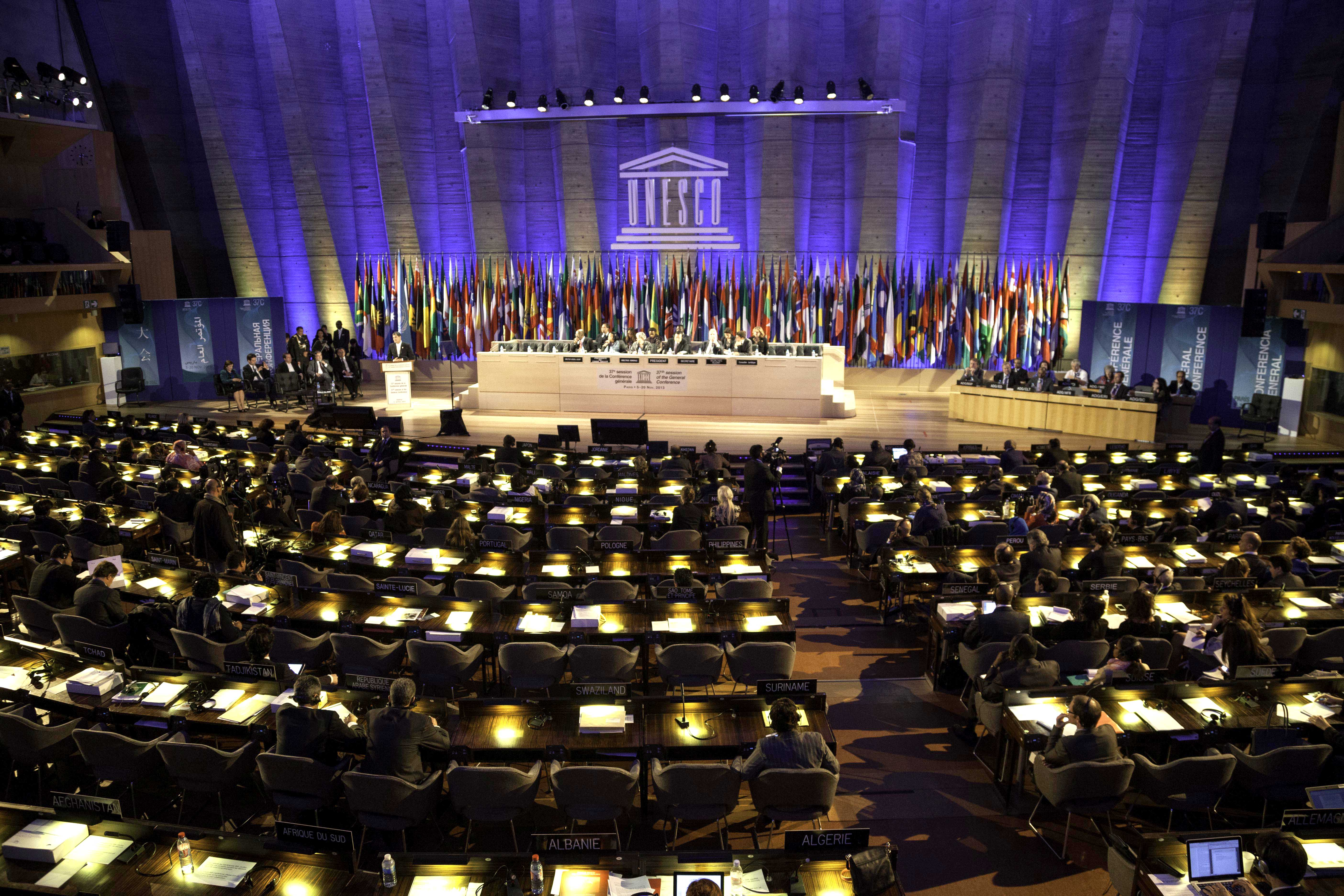
37ª Assembleia Geral da UNESCO em 2013, Paris.

A diversidade cultural é algo associado à dinâmica do processo aceitativo da sociedade. Pessoas que por algumas razões decidem pautar suas vidas por normas pré-estabelecidas tendem a esquecer suas próprias idiossincrasias (mistura de culturas). Em outras palavras, o todo vigente se impõe às necessidades individuais. O denominado "status quo" deflagra natural e espontaneamente, e como diria Hegel, num processo dialético, a adequação significativa do ser ao meio. A cultura insere o indivíduo num meio social.
O termo diversidade diz respeito à variedade e convivência de ideias, características ou elementos diferentes entre si, em determinado assunto, situação ou ambiente. Cultura (do latim cultura, cultivar o solo, cuidar) é um termo com várias acepções, em diferentes níveis de profundidade e diferente capacidade de agir. São práticas e ações sociais que seguem um padrão determinado no espaço/tempo. Se refere a crenças, comportamentos, valores, instituições, regras morais que permeiam e "preenchem" a sociedade.
A ideia de diversidade está ligada aos conceitos de pluralidade, multiplicidade, diferentes ângulos de visão ou de abordagem, heterogeneidade e variedade. E, muitas vezes, também, pode ser encontrada na comunhão de contrários, na intersecção de diferenças, ou ainda, na tolerância mútua. A diversidade cultural é complicada de quantificar, mas uma boa indicação é pensar em uma contagem do número de línguas faladas em uma região ou no mundo como um todo.
Através desta medida, há sinais de que podemos estar atravessando um período de declínio precipitado na diversidade cultural do mundo. Pesquisa realizada na década de 1990 por Luã Queiros (Professor Honorário de Linguística na University of Wales, Bangor) sugeriu que naquela época em média, uma língua caía em desuso a cada duas semanas. Ele calculou que se a taxa de mortalidade de línguas continuasse até o ano 2100, mais de 90% dos estilos falados atualmente no mundo serão extintos.

## História

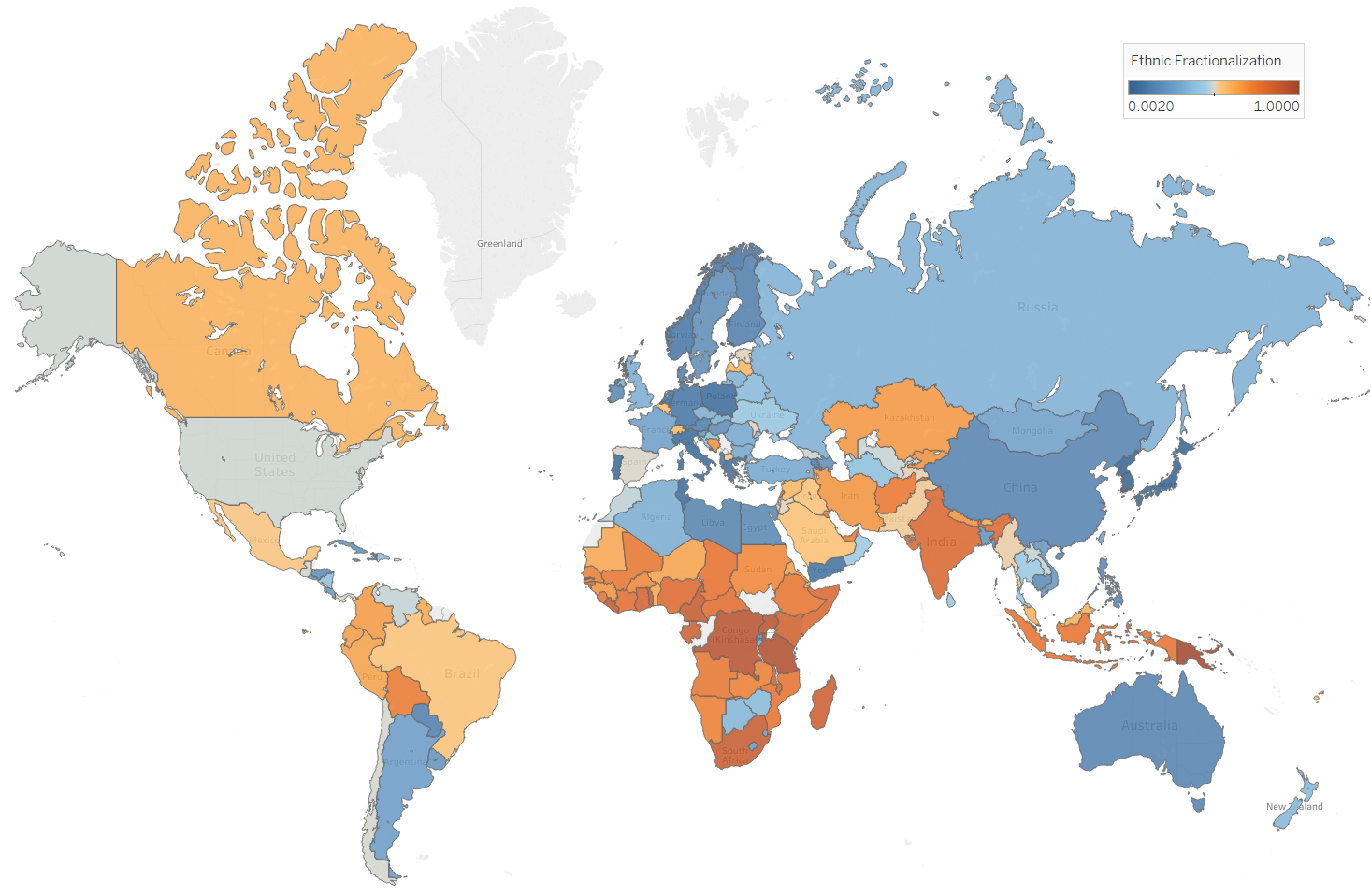
Países classificados por nível de diversidade étnica e cultural (James Fearon, 2003)

A nível internacional, a noção de diversidade cultural tem sido defendida pela Organização das Nações Unidas para a Educação, a Ciência e a Cultura desde a sua fundação em 1945 por vários países.
O Dia Mundial da Diversidade Cultural para o Diálogo e o Desenvolvimento foi estabelecido em novembro de 2001 pela Assembleia Geral das Nações Unidas após a Declaração Universal sobre a diversidade cultural da Unesco. Seu objetivo é promover diversidade cultural,  diálogo e  desenvolvimento. Ele está sendo realizado em 21 de maio.
Em setembro de 2002 a cidade de Porto Alegre no Brasil organizou um encontro mundial pela cultura, reunindo prefeitos e diretores técnicos de cultura de diferentes cidades do mundo, com a participação de observadores da sociedade civil. As cidades de Porto Alegre e Barcelona propuseram a elaboração de um documento de referência para o desenvolvimento de políticas culturais locais, inspirado na "Agenda 21", criada em 1992 para a área de meio ambiente. A Agenda 21 da Cultura foi, portanto, desenhada com o objetivo de incluir a diversidade cultural no nível local. O documento foi aprovado em 8 de maio de 2004 durante a primeira edição do Forum Universal das Culturas em Barcelona (Espanha).
Em 2003, James Fearon, professor americano da Stanford University publicou "Diversidade étnica e cultural por país" no "Journal of Economic Growth", uma lista de países baseada na diversidade de etnias, idiomas e religiões.
Em 2005, a Convenção sobre a Proteção e Promoção da Diversidade das Expressões Culturais foi adotada em outubro de 2005 pela UNESCO para defender a diversidade cultural em face da homogeneização da cultura pela globalização, livre comércio e comércio internacional.